# John Elphinstone, 4. Lord Balmerinoch
John Elphinstone, 4. Lord Balmerinoch (* 26. Dezember 1652 in Edinburgh; † 13. Mai 1736 in Leith) war ein schottisch-britischer Peer und Politiker.

## Leben
Er war der älteste und einzige überlebende Sohn des John Elphinstone, 3. Lord Balmerinoch (1632–1704) aus dessen Ehe mit Lady Margaret Campbell († 1665), Tochter des John Campbell, 1. Earl of Loudoun.
1687 wurde er ins schottische Privy Council aufgenommen. 1704 erbte er beim Tod seines Vaters dessen schottische Adelstitel als 4. Lord Balmerinoch und 3. Lord Coupar. Aufgrund dieser Titel war er bis zum Act of Union 1707 Mitglied des schottischen Parlaments. 1710 hatte er das Amt des Sheriffs von Edinburgh und des Gouverneurs der königlichen Münzprägeanstalt in Edinburgh, sowie 1711 das Amt eines Commissioners of Chamberlainry and Trade inne. Von 1710 bis 1715 war er zudem als schottischer Representative Peer Mitglied des britischen House of Lords. Im Parlament gehörte er der Partei der Torys an.

## Ehen und Nachkommen
In erster Ehe heiratete er am 16. Februar 1672 Lady Christian Montgomerie, vierte Tochter des Hugh Montgomerie, 7. Earl of Eglinton. Mit ihr hatte er drei Söhne und zwei Töchter:
- James Elphinstone, Master of Balmerinoch (1673–vor 1675);
- Hugh Elphinstone, Master of Balmerinoch (⚔ 1708);
- James Elphinstone, 5. Lord Balmerinoch (1675–1746);
- Hon. Margaret Elphinstone ⚭ 1692 Sir John Preston of Prestonhill;
- Hon. Jean Elphinstone († 1739) ⚭ 1702 Francis Stuart, 7. Earl of Moray († 1739).

Nach dem Tod seiner ersten Gattin heiratete er am 7. Juni 1687 in zweiter Ehe Ann Rose († 1712), Tochter des Most Rev. Arthur Rose, Erzbischof von St Andrews. Mit ihr hatte er zwei Söhne und eine Tochter:
- Arthur Elphinstone, 6. Lord Balmerinoch (1688–1746);
- Hon. Alexander Elphinstone († 1733);
- Hon. Anne Elphinstone.

Er starb am 13. Mai 1736 in Leith und wurde am 17. Mai 1736 in Restalrig begraben. Seine Adelstitel erbte sein ältester noch lebender Sohn James.